# Dębowiec (Wólka Włościańska)
Dębowiec – część wsi Wólka Włościańska w Polsce, położona w województwie łódzkim, w powiecie radomszczańskim, w gminie Wielgomłyny, wchodzi w skład sołectwa Zagórze.
W latach 1975–1998 Dębowiec należał administracyjnie do województwa piotrkowskiego.